# Marco Asínio Agripa
Marco Asínio Agripa (em latim: Marcus Asinius Agrippa; m. 26) foi um político romano eleito cônsul em 25 com Cosso Cornélio Lêntulo. Era o segundo filho de Caio Asínio Galo, cônsul em 8 a.C., com Vipsânia Agripina, primeira esposa do imperador Tibério. O primeiro era Caio Asínio Polião, cônsul em 23.

## História
Agripa era neto de Caio Asínio Polião, cônsul em 40 a.C., e, através de sua mãe, era meio-irmão de Druso Júlio César, o filho biológico e herdeiro de Tibério. Segundo Tácito, era um descendente de uma família mais ilustre que antiga que ele não desgraçou com seu modo de vida, mas não entra em detalhes. Além disto, era irmão de Asínio Salonino, Asínio Galo, exilado em 46 por participar de ma conspiração contra Cláudio, Caio Asínio Polião, cônsul em 23, e Sérvio Asínio Céler, cônsul sufecto em 38 e executado por conspiração em 46.
Segundo Tácito, Agripa morreu no final de 26.

## Família
Apesar de casado, não se sabe o nome de sua esposa. Marco Asínio Marcelo, cônsul em 54, era seu filho.